# Tekle Giyorgis II.
Tekle Giyorgis II. (äthiop. ተክለ ጊዮርጊስ, vor seiner Krönung Wagshum Gobeze ዋግሹም ጎበዜ; † 1873) war von 1868 bis 1871 Kaiser (amhar.: Negus Negest, „König der Könige“) von Abessinien.

## Leben
Väterlicherseits war Tekle Giyorgis ein Abkömmling der alten Zagwe-Dynastie, die bereits im 13. Jahrhundert von der Salomonischen Dynastie, der auch seine Mutter entstammte, entmachtet worden war und sich daraufhin nach Wag und Lasta zurückgezogen hatte (daher der Titel Wag Shum). Auf diesem Doppelerbe gründete Tekle Giyorgis, der Statthalter von Amhara und Lasta war, seinen nicht unumstrittenen Anspruch auf den imperialen Thron. Zunächst konnte er sich gegen seine Konkurrenten um den Kaiserthron durchsetzen und sich am 11. Juni 1868 zum Kaiser proklamieren. Die Krönung fand im August in Debre Zebit statt. Gefahr drohte Tekle Giyorgis II. jedoch schon bald vonseiten seines Schwagers, des Dejazmach Kassai (auch: Kas(s)a), der den Kaiser schließlich in der Schlacht bei Assam (nahe Adua) am 11. Juli 1871 schlug, gefangen nahm und sich selbst als Yohannes IV. zum Kaiser krönen ließ. Tekle Giyorgis II. starb im folgenden Jahr in der Gefangenschaft.
| Vorgänger   | Amt                            | Nachfolger   |
| ----------- | ------------------------------ | ------------ |
| Theodor II. | Kaiser von Äthiopien 1868–1871 | Yohannes IV. |

| Personendaten    | Personendaten                        |
| ---------------- | ------------------------------------ |
| NAME             | Tekle Giyorgis II.                   |
| ALTERNATIVNAMEN  | Wagshum Gobeze                       |
| KURZBESCHREIBUNG | Kaiser von Äthiopien                 |
| GEBURTSDATUM     | 18. Jahrhundert oder 19. Jahrhundert |
| STERBEDATUM      | 1873                                 |